# Penya Sabocos
La Penya Sabocos, o simplement Sabocos, és una muntanya de 2.757 metres que es troba a la província d'Osca (Aragó). Es troba a la part occidental de la serra de Tendenyera.